# Hallomenus orientalis
Hallomenus orientalis es una especie de coleóptero de la familia Tetratomidae.

## Distribución geográfica
Habita en Kashmir y  Pakistán.